# Волфрам I фон Рангау
Волфрам I фон Рангау/фон Абенберг (на немски: Wolfram I. Graf im Rangau/Abenberg; † сл. 1059) е граф във франкското гау-графство Рангау около Нюрнберг в Бавария. От него произлизат графовете на Абенберг-Френсдорф-Рангау.

## Биография
Той е син на Ото I граф в Източен Рангау († сл. 1035). Внук е на граф Куоно-Конрад фон Рангау († 1021) и съпругата му Ирменгард († сл. 1021). Роднина е на Еберхард I († 13 август 1040), първият епископ на Бамберг (1007 – 1040). Леля му Хазага Карантийска е омъжена за граф Попо II фон Рот († ок. 1040) и е майка на папа Дамас II († 1048). Вероятно е роднина на император Хайнрих II (упр. 1002 – 1024).
Волфрам I фон Рангау основава ок. 1040 г. град Абенберг.

## Фамилия
Волфрам I фон Рангау се жени за фон Регенсбург (* пр. 1039), дъщеря на Рупрехт фон Регенсбург († сл. 1035) и фон Швайнфурт, сестра на Бурхард I, епископ на Халберщат († 1056), дъщеря на маркграф Хайнрих фон Швайнфурт († 1017) и съпругата му Герберга фон Глайберг († сл. 1036), правнучка на Шарл III, крал на Западнофранкското кралство. Те имат децата:
- Волфрам II фон Абенберг († сл. 1116), женен за Хадвиг фон Хам, сестра на Херман фон Хам († 1133), епископ на Регенсбург (1096 – 1133), дъщеря на Рапото IV фон Хам († 1080)
- Ото II фон Абенберг († сл. 1108), баща на граф Рапото фон Абенберг († сл. 1172)
- Крафт им Рангау? († сл. 1098)
- дъщеря, омъжена за рицар Вилхелм фон Щетебах († сл. 1093)
- Конрад I фон Абенберг († 9 април 1147), архиепископ на Залцбург (1106 – 1147)